# Station Wejherowo Śmiechowo
Station Wejherowo Śmiechowo is een spoorwegstation in de Poolse plaats Wejherowo.